# Dreamcatcher World Tour: Welcome to the Dream World
Dreamcatcher 2st World Tour: Welcome to the Dream World es el nombre de la segunda gira mundial de conciertos del grupo surcoreano Dreamcatcher, la cual recorrió Asia, América del Sur y Centroamérica en 8 fechas. Comenzó en el Shinsegae Mesa Hall de Seúl, Corea del Sur, el 10 de marzo de 2018 y finalizó en el Columbia Theater de Ciudad de Panamá, Panamá, el 5 de agosto de 2018.

## Antecedentes
El 10 de marzo de 2018, Dreamcatcher organizó su primer concierto nacional en solitario titulado 'Welcome to the Dream World', realizado en el Shinsegae Mesa Hall de Seúl. El concierto significó el cierre de su primera gira mundial Dreamcatcher World Tour: Fly High, además de ser la ocasión en que el grupo dio a conocer el nombre oficial de su fandom, InSomnia. El concierto se enmarcó en el inicio de su segunda gira mundial, que luego incorporó más presentaciones.
El 23 de mayo de 2018, Happy Face Entertainment confirmó la adición de Taipéi como su siguiente parada de la gira, anunciando como parte del repertorio nuevas canciones de su reciente trabajo musical, Escape the Era. La miembro de nacionalidad china, Handong, no pudo presentarse en dicho país debido a problemas con su visa.
Posteriormente, apoyado gracias a las peticiones en la plataforma de realización de conciertos MyMusicTaste iniciada por fanes, el 18 de mayo de 2018 Dreamcatcher confirmó la continuidad de su gira mundial en cuatro países de Sudamérica y un país de América Central, siendo Argentina, Chile, Perú, Colombia y Panamá los países seleccionados, ha ser realizado entre el 27 de julio y el 5 de agosto de 2018. La visita de la banda a Lima marcó la primera presentación de un grupo femenino de K-Pop en realizar un concierto en dicho país, y el regreso del grupo a Sudamérica tras su visita a Brasil en diciembre de 2017, durante su primera gira mundial.
El 26 de mayo, la agencia informó la cancelación del concierto que el grupo tenía programado para el 27 de mayo en Tokio, Japón, debido a problemas de visa de trabajo de sus miembros. Sin embargo, el concierto se reprogramó finalmente para el 14 de julio de 2018.

## Lista de canciones
| Asia - Etapa I |
| --- |
| 1. «Fly High» 2. «Emotion» 3. «Lullaby» 4. «Believer» (cover de baile de Imagine Dragons) 5. «Chase Me» 6. «I» (cover de Taeyeon) (Yoohyeon, Gahyeon) 7. «Trouble Maker» (cover de Trouble Maker) (JiU, Handong) 8. «Move» (cover de Taemin) (SuA, Dami) 9. «Faded» (cover de Alan Walker) (Siyeon) 10. «Full Moon» 11. «Which a Star» 12. «Sleep Walking» 13. «Red Flavor» (cover de baile de Red Velvet) (Handong, Gahyeon) 14. «Gashina» (cover de baile de Sunmi) (Siyeon, Dami) 15. «I Wanna Be a Celeb» (cover de baile de Celeb Five) (JiU, SuA, Yoohyeon) 16. «Lucky Strike» (cover de Maroon 5) 17. «Into the New World» (cover de Girls' Generation) 18. «Trust Me» 19. «Regret of the Times» (cover de Seo Taiji and Boys) Encore 1. «Good Night» |

| Asia - Etapa II |
| --- |
| 1. «Fly High» 2. «Emotion» 3. «Lullaby» 4. «Believer» (cover de baile de Imagine Dragons) 5. «You and I» 6. «I» (cover de Taeyeon) (Yoohyeon, Gahyeon) 7. «Trouble Maker» (cover de Trouble Maker) (JiU, Handong) 8. «Move» (cover de Taemin) (SuA, Dami) 9. «Faded» (cover de Alan Walker) (Siyeon) 10. «Trust Me» 11. «Which a Star» 12. «Mayday» 13. «五月天» (cover de S.H.E) 14. «Lucky Strike» (cover de Maroon 5) 15. «Sleep Walking» 16. «Chase Me» 17. «Good Night» 18. «Regret of the Times» (cover de Seo Taiji and Boys) Encore 1. «Full Moon» |

| Asia - Etapa III |
| --- |
| 1. «Fly High» 2. «Emotion» 3. «Lullaby» 4. «Believer» (cover de baile de Imagine Dragons) 5. «Chase Me» 6. «I» (cover de Taeyeon) (Yoohyeon, Gahyeon) 7. «Trouble Maker» (cover de Trouble Maker) (JiU, Handong) 8. «Move» (cover de Taemin) (SuA, Dami) 9. «Faded» (cover de Alan Walker) (Siyeon) 10. «Full Moon» 11. «Which a Star» 12. «Sleep Walking» 13. «Red Flavor» (cover de baile de Red Velvet) (Handong, Gahyeon) 14. «Gashina» (cover de baile de Sunmi) (Siyeon, Dami) 15. «I Wanna Be a Celeb» (cover de baile de Celeb Five) (JiU, SuA, Yoohyeon) 16. «Lucky Strike» (cover de Maroon 5) 17. «Into the New World» (cover de Girls' Generation) 18. «Trust Me» 19. «Regret of the Times» (cover de Seo Taiji and Boys) Encore 1. «Good Night» |

| Latinoamérica - Etapa IV |
| --- |
| 1. «Fly High» 2. «Emotion» 3. «Lullaby» 4. «Believer» (cover de baile de Imagine Dragons) 5. «You and I» 6. «I» (cover de Taeyeon) (Yoohyeon, Gahyeon) 7. «Trouble Maker» (cover de Trouble Maker) (JiU, Handong) 8. «Move» (cover de Taemin) (SuA, Dami) 9. «Faded» (cover de Alan Walker) (Siyeon) 10. «There's Nothing Holdin' Me Back» (cover de Shawn Mendes) 11. «Trust Me» 12. «Which a Star» 13. «Lucky Strike» (cover de Maroon 5) 14. «Sleep Walking» 15. «Chase Me» 16. «Good Night» Encore 1. «Full Moon» |

## Fechas
| Fecha                    | Ciudad           | País          | Recinto               | Asistencia | Recaudación |
| ------------------------ | ---------------- | ------------- | --------------------- | ---------- | ----------- |
| Asia - Etapa I           |                  |               |                       |            |             |
| 10 de marzo de 2018      | Seúl             | Corea del Sur | Shinsegae Mesa Hall   | -          | -           |
| Asia - Etapa II          |                  |               |                       |            |             |
| 21 de junio de 2018      | Taipéi           | Taiwán        | Legacy Taipei         | -          | -           |
| Asia - Etapa III         |                  |               |                       |            |             |
| 14 de julio de 2018      | Tokio            | Japón         | Akasaka Blitz         | -          | -           |
| Latinoamérica - Etapa IV |                  |               |                       |            |             |
| 27 de julio de 2018      | Buenos Aires     | Argentina     | Teatro Flores         | -          | -           |
| 29 de julio de 2018      | Santiago         | Chile         | Club Chocolate        | -          | -           |
| 1 de agosto de 2018      | Lima             | Perú          | Maracaná              | -          | -           |
| 3 de agosto de 2018      | Bogotá           | Colombia      | Teatro ECCI El Dorado | -          | -           |
| 5 de agosto de 2018      | Ciudad de Panamá | Panamá        | Teatro La Huaca       | -          | -           |
| Total:                   | Total:           | Total:        | Total:                | -          | -           |

## Conciertos pospuestos y/o cancelados

### Pospuestos
| Fecha              | Ciudad | País  | Recinto       | Razones            |
| ------------------ | ------ | ----- | ------------- | ------------------ |
| 27 de mayo de 2018 | Tokio  | Japón | Akasaka Blitz | Problemas de visa. |